# 鉅鹿郡
鉅鹿郡，或為鉅鹿國，中國古代郡、國名，秦朝郡县制三十六郡之一。位於今河北省邢台市。

## 历史
秦王政二十五年（前222年）滅趙國，得鉅鹿郡。漢初屬張耳趙國。漢高帝九年（前196年），徙代王劉如意為趙王，趙國則兼有趙、代兩國之地。同時析鉅鹿郡東部置清河郡、河間郡。景帝三年（前154年），趙國與吳、楚、濟南等國發動七國之亂。叛亂平定後，削趙國之鉅鹿郡、清河郡。武帝時，分鉅鹿郡南部置廣平郡。成帝元延四年（前9年）鉅鹿郡治鉅鹿縣（今邢台市平乡县西）。平帝元始二年（2年），分鉅鹿郡置廣宗國以为景帝子代孝王奉嗣，不久即因王莽篡汉而廢。
東漢建武十三年（37年），省廣平郡，其地併入鉅鹿郡。明帝永平三年（60年），封皇子劉羨為廣平王，分鉅鹿郡復置廣平國。永平十五年（72年），封皇子劉恭為鉅鹿王，置鉅鹿國。章帝建初四年（79年），徙鉅鹿王恭為江陵王，以南郡置江陵國。鉅鹿復為郡，郡治在廮陶縣。七年（82年），徙廣平王羨為西平王，廣平國除，併入鉅鹿郡。和帝永元五年（93年），封皇弟刘万岁為廣宗王，析鉅鹿郡復置廣宗國，大約僅領廣宗一縣。桓帝延熹八年，以鉅鹿郡廮陶縣置廮陶國，貶勃海王劉悝為廮陶王，僅領一縣之地。永康元年，劉悝復為勃海王，廮陶國除為縣。
西晉置鉅鹿國，领廮陶、鉅鹿兩縣，治廮陶（今邢台宁晋）。北魏時鉅鹿郡分为两个，一个治所曲陽，屬定州，一个治所廮陶（今邢台宁晋），屬殷州。隋初郡廢。大业中，其地分屬襄國郡、趙郡。唐朝天宝元年（742年），改邢州为钜鹿郡，下辖龙冈县、南和县、沙河县、平乡县、内丘县、青山县（今河北省邢台县皇寺镇青山村）、任县（今河北省任县）、尧山县（今河北省隆尧县隆尧镇隆尧城村）、巨鹿县（今河北省巨鹿县巨鹿镇）乾元元年（758年），复为邢州。
唐朝巨鹿郡太守
- 李某（天宝年间）
- 李暐（755年）
- 康节（755年）
- 刘杯（755年）